# Major Accident
Major Accident (également connu sous le nom d' Accident ) est un groupe punk du nord-est de l'Angleterre .

## Histoire initiale
Major Accident a été formé à l'origine à la fin de 1977 à Darlington . Leur premier enregistrement en studio a eu lieu au début des années 1980, lorsqu'ils ont enregistré un single intitulé Terrorist Gang avec la face B "Self Appointed Hero", et une première version de Massacred Melodies, que le groupe a réenregistré en 1981 - c'est devenu leur premier enregistrement LP. Ils prévoyaient de sortir "Warboots" à partir de cette session et sont allés jusqu'aux tests de pressage avant d'être signés par Step Forward records, domicile de Chelsea, Sham 69 et des Cortinas entre autres.
Le groupe a sorti son premier single, "Mr Nobody", avec Step-Forward Records avant la sortie de leur premier LP studio. Une tournée au Royaume-Uni en première partie de Chelsea aidé à promouvoir la sortie du disque. Ils ont connu des hits dans le UK Independent Chart avec les singles "Fight To Win" (n°24) et "Leaders of Tomorrow" (n°19). Pour ce titre, le groupe avait intégré le batteur Evo, anciennement de The Angelic Upstarts et The Blood qui a continué à former le groupe de NWOBHM Warfare, influencé par le thrash, le punk et le speed metal. A suivi le single "Respectable" (avec "The Big G" - Garteh Jones à la batterie). Tous furent sortis sur le label Flicknife Records, tout comme le LP A Clockwork Legion, date à laquelle le nom du groupe avait été raccourci à "Accident". Un album live, Tortured Tunes – the Official Bootleg, est sorti en 1984, atteignant le n°1. 24 sur le graphique indépendant du Royaume-Uni. À cette époque, le groupe est apparu sur BBC2 en jouant trois chansons en direct. Le label américain Toxic Shock a sorti l'album  Fou! en 1985, juste avant la séparation du groupe ,,,.

## 1996 à aujourd'hui
Major Accident s'est reformé en 1996, utilisant à nouveau le nom complet plutôt que simplement "Accident". La reformation était accompagnée d'un nouvel album studio, The Ultimate High, sorti sur We Bite Records, avec un single de sept pouces, Representation Not Reality, sorti en 1999 sur Upstart Productions. La sortie finale du groupe était un split album avec le groupe de punkgallois Foreign Legion intitulé Cry Of Legion ,,,,.
Des performances live ont suivi, dont une soirée au CBGB de New York en 2001 avec un thème « clockwork punk» . L'activité du groupe a été fortement réduite lorsque le batteur Laze a été impliqué dans un accident de moto. Le groupe ne joue actuellement que deux ou trois concerts par an.

## Clockwork punks
Major Accident a popularisé un style vestimentaire punk basé sur les costumes portés dans le film Orange Mécanique (Clockwork Orange en anglais) y compris des chapeaux melons, des chemises blanches, des pantalons blancs et des bottes noires. Les fans du groupe, et parfois les membres de Major Accident eux-mêmes, portaient également occasionnellement des manteaux en queue de poisson, bien que le plus souvent ils portaient des vestes de motard en cuir noir. Le style "Clockwork punks" s'est également étendu à une fascination pour la musique de Ludwig van Beethoven, très présente dans la bande originale du film. Major Accident a joué la 9e Symphonie du compositeur avec guitare, basse et batterie dans leurs interprétations The Glorious 9th et The March. Mais peu de preuves d'un intérêt accru pour la musique classique ont été montrées de la part du groupe,,.
L'utilisation par Major Accident de l' imagerie A Clockwork Orange est également visible dans les dessins des pochettes de leurs albums, avec leurs premiers LP, CD et singles de sept pouces utilisant des images en noir et blanc (bien qu'ils aient commencé à inclure du rouge après leur reformation de 1996), et personnages habillés dans le style Orange Mécanique. Leur dernier album en 1985 (avant leur reformation) . . . Crazy dépeint une scène du film, où le protagoniste, Alex, est montré attaché dans une chaise de laboratoire, les yeux ouverts avec des clips métalliques.
D'autres groupes punk Clockwork des années 1970 et 1980 incluent The Adicts (avec une la version aplus joyeuse proche du clown de cirque), Die Toten Hosen (qui a sorti l'album à thème Ein Kleines bisschen Horrorschau ), Blitz (qui a porté une tenue de la robe plus tard dans leur carrière) et The Violators qui, avec Blitz, ont enregistré sur le label 'No Future' .

## Discographie
D'autres versions de ces versions existent également sur d'autres maisons de disques. Celles répertoriées ici sont les versions originales.

### Singles 7 pouces
| Année | Titre                                          | Label                | Couleur de vinyle | Cat. No. |
| 1983  | Mr Nobody / That's You                         | Step-Forward Records | Black             | SF 23    |
| 1983  | Fight to Win / Freeman                         | Flicknife Records    | Black             | FLS216   |
| 1983  | Leaders of Tomorrow / Breakaway / Dayo         | Flicknife Records    | Black             | FLS 023  |
| 1984  | Respectable / The Man on the Wall              | Flicknife Records    | Black             | FLS 026  |
| 1994  | Warboots / Terrorist Gang (Unofficial release) | Combat Rock          | White / Black     | CR 012   |
| 1999  | Representation Not Reality / Step By Step      | Upstart Productions  | Clear Burgundy    | Up7001   |

### Albums studios
| Année | Titre              | Tracks | Label                                 | Format     | Couleur de vinyle | Cat. No.               |
| 1982  | Massacred Melodies | Schizophrenic / (Standing On The) Sidelines / Last Night / Psycho / People / Terrorist Gang / Warboots / Mr Nobody / Self Appointed Hero / That's You / Brides Of The Beast / Classified Information / Middle Class Entertainment /Clockwork Toys | Step-Forward Records                  | Vinyl      | White / Black     | SFLP 9                 |
| 1984  | A Clockwork Legion | Respectable / Twisted Mind / Affliction / Cue The Dead / Leaders Of Tomorrow / Intro / The March / Sorry / Fight To Win / Bad Company / Vendetta                                                                                                  | Flicknife Records                     | Vinyl      | Black             | SHARP 016              |
| 1985  | ...Crazy!          | Crazy / Get Ready / Valerie / Camouflage / Band Played On / Get Ready (Dub) / Bad Co. / Leaders / Sorry / The Man On The Wall / Respectable / Twisted Mind / Cue The Dead                                                                         | Toxic Shock Records / Massacred Music | Vinyl      | Black             | SACRED3                |
| 1996  | The Ultimate High  | Wired / The Ultimate High / Better Off Without You / Stay Away From Me / Lies / Your Worst Enemy / Pervert / Nightmare / They're Gonna Kick To Kill / Gang Warfare / Joy Rider / Snap / Crazy                                                     | We Bite                               | Vinyl / CD | Black             | WB1-160-1 / WB 1-160-2 |

### Album studio "split"
| Année | Titre             | Split artist   | Major Accident tracks                                                                                  | Label | Format     | Couleur de vinyle | Cat. No.        |
| 2001  | Cry Of The Legion | Foreign Legion | Outta Control / Step By Step / Wasted Years / Déjà Vu / Ghost In My House / Representation Not Reality | DSS   | Vinyl / CD | Black / White     | DSS025 / DSS024 |

### Album live
| Année | Titre                                      | Tracks | Label             | Format | Cat. No. |
| 1984  | Tortured Tunes (Live-The Official Bootleg) | Cue The Dead / Fight To Win / Brides Of The Beast / Schizo / Freeman / Mr. Nobody / Sorry / Respectable / Bad Company / M.C.E. / Warboots / White Riot / Oxo / Hokey Cokey / Breakaway / Headbanger / Dayo | Syndicate Records | Vinyl  | SYN LP 9 |

### Albums de compilation
| Année | Titre                                   | Type       | Tracks | Label                                    | Format                | Cat. No.               |
| 1985  | Pneumatic Pneurosis                     | Singles    | Mr Nobody / Fight To Win / Leaders Of Tomorrow / Respectable / The Glorious 9th / That's You / Freeman / Dayo / Breakaway / The Man On The Wall | Flicknife Records                        | Vinyl                 | SHARP 027              |
| 1994  | Massacred Melodies / A Clockwork Legion | Two albums | Schizophrenic / (Standing On The) Sidelines / Last Night / Psycho / People / Terrorist Gang / Warboots / Mr. Nobody / Self Appointed Hero / That's You / Brides Of The Beast / Classified Information / Middle Class Entertainment / Clockwork Toys / Respectable / Twisted Mind / Affliction / Cue The Dead / Leaders Of Tomorrow / A Clockwork Legion (1. Intro 2. The March) / Sorry (We Can't Help You) / Fight To Win / Vendetta                                                                                                 | Captain Oi! Records                      | CD                    | AHOY CD 27             |
| 1996  | Crazy / Tortured Tunes                  | Two albums | Crazy / Get Ready / Valerie / Camouflage / Band Played On / Sherwood Rangers / Bad Co. / Leaders / Sorry / The Man On The Wall / Respectable / Twisted Mind / Cue The Dead / Tortured Tunes / Cue The Dead / Fight To Win / Brides Of The Beast / Freeman / Mr. Nobody / M.C.E. / Warboots / White Riot / Hokey Cokey / Breakaway / Headbanger / Dayo | Dojo Limited                             | CD                    | LOMACD43               |
| 1998  | Clockwork Heroes                        | Best of    | Warboots / Terrorist Gang / Mr. Nobody / That's You / Schizophrenic / Brides Of The Beast / Clockwork Toys / Fight To Win / Freeman / Leaders Of Tomorrow / Dayo / Breakaway / Glorious 9th / Twisted Mind / Cue The Dead / Sorry / Bad Company / Respectable / Man On The Wall / Crazy / Valerie / Band Played On / Sherwood Rangers | Captain Oi! Records                      | CD                    | AHOY CD 16             |
| 2004  | The Clockwork Demos                     | Demos      | Terrorist Gang / Standing On The Sidelines / People Like You / Suzy Is A Headbanger (originally by the Ramones) / Headline Story / That's You / Self Appointed Hero / Black And White / Wasted Life (originally by Stiff Little Fingers) / White Riot (originally by The Clash) / Alternative Ulster (originally by Stiff Little Fingers / Borstal Breakout (originally by Sham 69) / Oxo Song / In The World Today / Blitzkrieg Bop (originally by the Ramones) / Garageland (originally by The Clash) / Crazy / The Radio Interview | Captain Oi! Records / Durty Mick Records | CD / Ltd. White Vinyl | AHOY CD 56 / DMR0008-1 |

### Vidéo
| Année | Titre              | Tracks | Label | Format   | Cat. No. |
| 1997  | Live In Munich '96 | Mr Nobody / Crazy / Warboots / Worst Enemy / Respectable / Schizophrenic / Wired / Joyride / Phycho / Fight To Win / The Ultimate High / Bad Company / Cue The Dead / Brides Of The Beast / Last Rough Cause / Leaders Of Tomorrow | RF    | VHS, PAL | RF113    |